# Caminhão betoneira

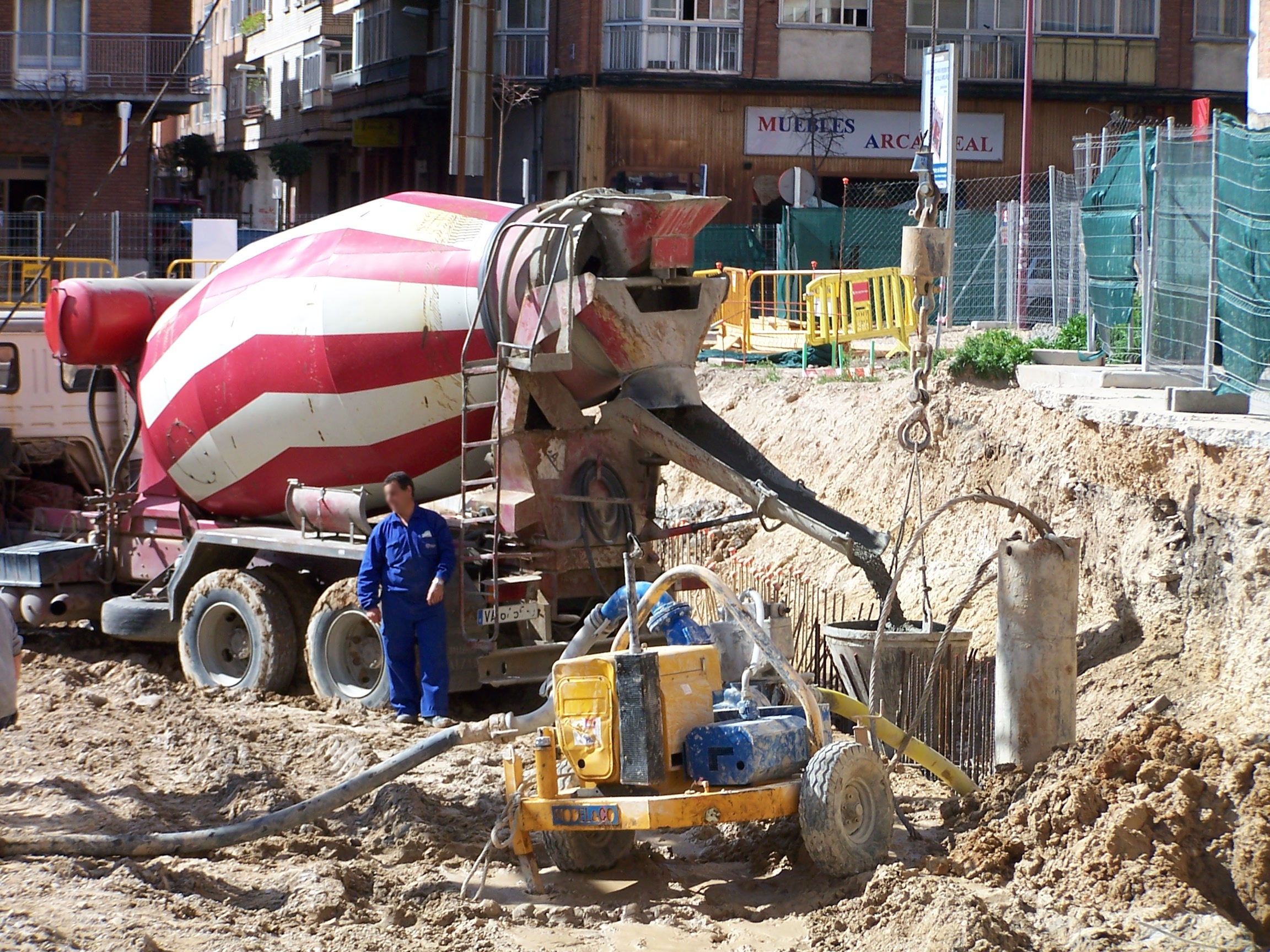
Um caminhão betoneira

O caminhão betoneira (português brasileiro) ou camião betoneira (português europeu) é um tipo de veículo que é responsável por receber o concreto usinado da central dosadora e transportar até o local de aplicação nas obras. Entretanto, a função do caminhão betoneira não é única e exclusiva de transportar o concreto, além disso, os caminhões betoneira, também são os responsáveis por misturar os materiais (água, pedra, areia, cimento, areia e aditivos) para transforma-los no concreto usinado. Logo, é responsabilidade do caminhão realizar essa mistura e transportar o material até o local de aplicação, dentro do prazo de 3 horas para garantir qualidade e resistência do mesmo, afinal, o concreto é perecível.
O caminhão betoneira possui um balão acoplado e neste há chapas helicoidais internas para auxiliar a realização da mistura e do despejo do concreto. Para obter-se o concreto usinado e alcançar a homogeneidade ideal, as chapas giram no sentido horário e levam todos os componentes até o fundo do balão.
Uma vez que o caminhão chega à obra, o giro do balão da betoneira é invertido e este passa a girar no sentido anti-horário, possibilitando assim, o descarregamento do concreto. Se a aplicação do concreto não for possível de forma direta, a forma mais segura e indicada é a contratação de uma bomba de concreto para aplicar o concreto em diferentes níveis e distâncias.
Normalmente o caminhão de concreto obedece a normas internacionais e obedece à capacidade máxima de volume definido pelo fabricante.

## Mistura do concreto na construção civil
A velocidade de mistura (inicial quando é preparada a mistura na usina de concretagem) deve ser de 12 a 14 rpm (rotações por minuto), durante um tempo de no mínimo 5 minutos.
Quando transportado ou estacionado, após a carga, a velocidade de agitação deve ser de 2 a 3 rpm e antes de se iniciar a descarga na obra deve ser realizada uma agitação do concreto por 2 a 3 minutos com a velocidade de mistura, evita-se dessa forma a formação de bolhas no concreto e placas de endurecimento, que prejudicam toda a carga.

## Verificação do equipamento
Deve ser verificado periodicamente o estado das lâminas internas (facas), observando-se o desgaste e limpeza, não pode haver contaminação da carga anterior, pois cada pedido têm uma especificação fornecida pelo engenheiro responsável da obra.
O balão do caminhão-betoneira não deve possuir incrustações de concreto endurecido, caso contrário todo o processo de mistura fica prejudicado.
Poderá ser feita uma verificação da eficiência do caminhão betoneira moldando e ensaiando 3 exemplares de corpos-de-prova no início, meio e fim da descarga. O volume mínimo de entrega não poderá ser inferior a 1/5 da capacidade máxima do equipamento assim para um balão de 8 m³ de volume, teremos 1,6 m³ como volume mínimo de entrega a título de exemplo.
A movimentação da betoneira se dá através de duas pequenas alavancas, que controlam o sentido de giro do tambor (balão) e a velocidade deste giro, ou seja, sentido horário para carregar o caminhão e homogeneizar a mistura e anti-horário para descarregar o concreto.
Além do sistema de rotação,  são necessárias também chapas helicoidais, dispostas internamente no tambor, de modo a auxiliar na mistura dos materiais e na descarga do concreto.
Outras partes que compõem este equipamento são o funil de carga, tambor, as calhas ou bicas de descarga, por onde o concreto desliza para ser descarregado em carrinhos de mão, bombas, nas próprias formas, etc.

## Tipo de veículo ou caminhão
O caminhão é movido a diesel.
Por consumir grande quantidade de energia no seu sistema de mistura, normalmente tais caminhões são equipados com duas baterias especiais de média amperagem e muito resistentes.